# 別府町 (宮崎市)
別府町（べっぷちょう）は、宮崎県宮崎市の町名である。郵便番号は880-0802。住居表示実施地域である。

## 概要
別府町は、宮崎市の町名の一つであり、中央東地域自治区に属している。北は道路を挟んで広島2丁目、東は南北に通る県道341号線を挟んで老松1丁目、南は宮崎県庁に通じる道路を挟んで旭2丁目、西は道路を挟んで宮田町に接している。

栄町街区公園には、明治・大正期に宮崎県の文化の発展に寄与し、盲人教育にも尽くしたアメリカ宣教師サイラス A. クラークの胸像がある。また、町内に彼の名をとったクラーク通りが存在する。
北を広島2丁目、東を老松2丁目、南を旭2丁目、西を宮田町と接する。

## 歴史
別府町が設置されたのは、1927年（昭和2年）であり、それまでは、宮崎市上別府の一部であった。1960年（昭和35年）時では、世帯数155世帯、 人口625人であった。1966年（昭和41年）第1次住居表示実施により、別府町は、橘通東1～5丁目・広島1～2丁目・宮田町となり、宮田町1～2丁目・栄町・老松通1～2丁目の各一部が別所町となった。

### 年表
- 1887年（明治20年）7月 - 日本基督教団宮崎教会が創立される[6]。
- 1889年（明治22年）5月1日 - 町村制により、宮崎郡宮崎町上別府の一部となる。
- 1909年（明治42年）- 共愛幼稚園の設立認可がおりる[7]。
- 1924年（大正13年） 4月1日 - 宮崎市の設置により、宮崎市上別府の一部となる。
- 1927年（昭和2年）- 別府町が設置される。
- 1941年（昭和16年）3月14日 - 日本赤十字社宮崎支部が現在地に移転[8]。
- 1966年（昭和41年）- 第1次住居表示実施により別府町の区域が変更される。
- 2008年（平成20年）- 宮崎法務総合庁舎が完成する[9]。

## 世帯数と人口
2022年（令和4年）2月1日現在の世帯数と人口は以下の通りである。
| 町丁   | 世帯数  | 人口  |
| ------ | ------- | ----- |
| 別府町 | 117世帯 | 226人 |

## 小・中学校の学区
市立小・中学校に通う場合、学区は以下の通りとなる。
| 番地 | 小学校             | 中学校             |
| ---- | ------------------ | ------------------ |
| 全域 | 宮崎市立宮崎小学校 | 宮崎市立宮崎中学校 |

## 交通

### 鉄道
町域内に鉄道駅は設置されていない。最寄駅はJR九州宮崎駅である。

### 道路
- 宮崎県道341号宮崎港宮崎停車場線

## 施設
- 宮崎法務総合庁舎
- 日本赤十字社宮崎支部
- 宮崎労働会館
- 九州労働金庫宮崎支店
- 日本基督教団宮崎教会
- 共愛幼稚園
- 栄町児童会館